# Odontocymbiola magellanica
Odontocymbiola magellanica, conocidos también como voluta boca ancha, es una especie gasterópodo marino de la familia Volutidae, que corresponde a las conocidas comúnmente como volutas.

## Descripción
La concha es fusiforme, oblonga, lisa, con la superficie finamente reticulada. Tiene un color blanco a castaño claro, con bandas longitudinales de color castaño oscuro en zig-zag. No presenta rastros de tubérculos en ningún anfracto. La espira es poco saliente, mientras que el último anfracto es muy grande y ancho. La abertura es regularmente oval, de color anaranjado, y a veces de color rosada o violácea. El labro es libre y delgado. El callo en general se presenta de forma notoria. La columela tiene entre 2 a 5 pliegues, siendo el inferior a veces menos desarrollado. La protoconcha esta pobremente definida.

## Distribución
Se distribuye en el Océano Sudoccidental Atlántico, desde el río de la Plata a los 35° de latitud sur, pasando por la costa patagónica de Argentina, hasta el estrecho de Magallanes; y por el Pacífico, por la costa de Chile hasta el archipiélago de Chiloé, a los 23° de latitud sur. También se lo encuentra presente en las islas Malvinas.
Habita preferentemente fondos de arena y fango del infralitoral y circalitoral de 10 a 350 metros de profundidad. Se los ha encontrado en Argentina también como especie fósil en momentos Cuaternarios.

## Características
Se trata de una especie carnívora, que depreda activamente sobre bivalvos y otros gasterópodos; aunque también en algunos casos puede ser carroñera. Respecto a su ciclo de vida, los individuos colocan una gran ovicapsula esférica, que se presenta recubierta externamente por una fina capa calcárea, mientras que en su interior se desarrollan entre 6 y 12 embriones, que eclosionan como juveniles.